# Parc d'État de la forêt de Nisene Marks
Le parc d'État de la forêt de Nisene Marks est un parc d'État de Californie, aux États-Unis, protégeant une forêt secondaire dans les montagnes de Santa Cruz. Il est situé à l'extérieur d'Aptos et contient plus de 64 kilomètres de sentiers de randonnée à travers ses 4137 hectares de terrains accidentés.

## Histoire
Le parc a été nommé d'après Nisene Marks, une amoureuse passionnée de la nature et la mère d'une famille d'agriculteurs de Salinas qui a acheté la terre à des entreprises forestières (et autres) dans l'espoir de trouver du pétrole. Après que les efforts de forage n'aient pas permis de trouver de pétrole, les enfants de Marks ont fait don des 3925 hectares de terrain en sa mémoire à l'état de Californie (avec l'aide de The Nature Conservancy) en 1963.
Le département des parcs d'État de Californie, avec l'aide supplémentaire de la Save the Redwoods League, a étendu le parc à 4061 hectares. Le parc se trouve sur un terrain qui a été coupé à blanc pendant une période de quarante ans d'exploitation forestière (1883–1923) par la Loma Prieta Lumber Company. Des preuves d'opérations forestières, de sites d'usines et de chevalets sont visibles dans le parc. Le parc offre une nature semi-sauvage accidentée, s'élevant du niveau de la mer à des montagnes côtières escarpées de plus de 790 mètres. 
L'épicentre du tremblement de terre de Loma Prieta le 17 octobre 1989 se trouvait dans ce parc . L'épicentre du tremblement de terre et Five Finger Falls sont les deux attractions les plus populaires du parc.

## Histoire naturelle
Les quatre cinquièmes du parc sont couverts d'une forêt dense de séquoias. Du chaparral se trouve sur quelques-unes des crêtes les plus chaudes et les plus abruptes. Les sapins de Douglas poussent parmi les séquoias dans un certain nombre de zones. Les autres espèces d'arbres comprennent : les aulnes, les érables et les peupliers près des ruisseaux ; les chênes dans le sous-étage des séquoias ; ainsi que le madrone du Pacifique et la baie de Californie.

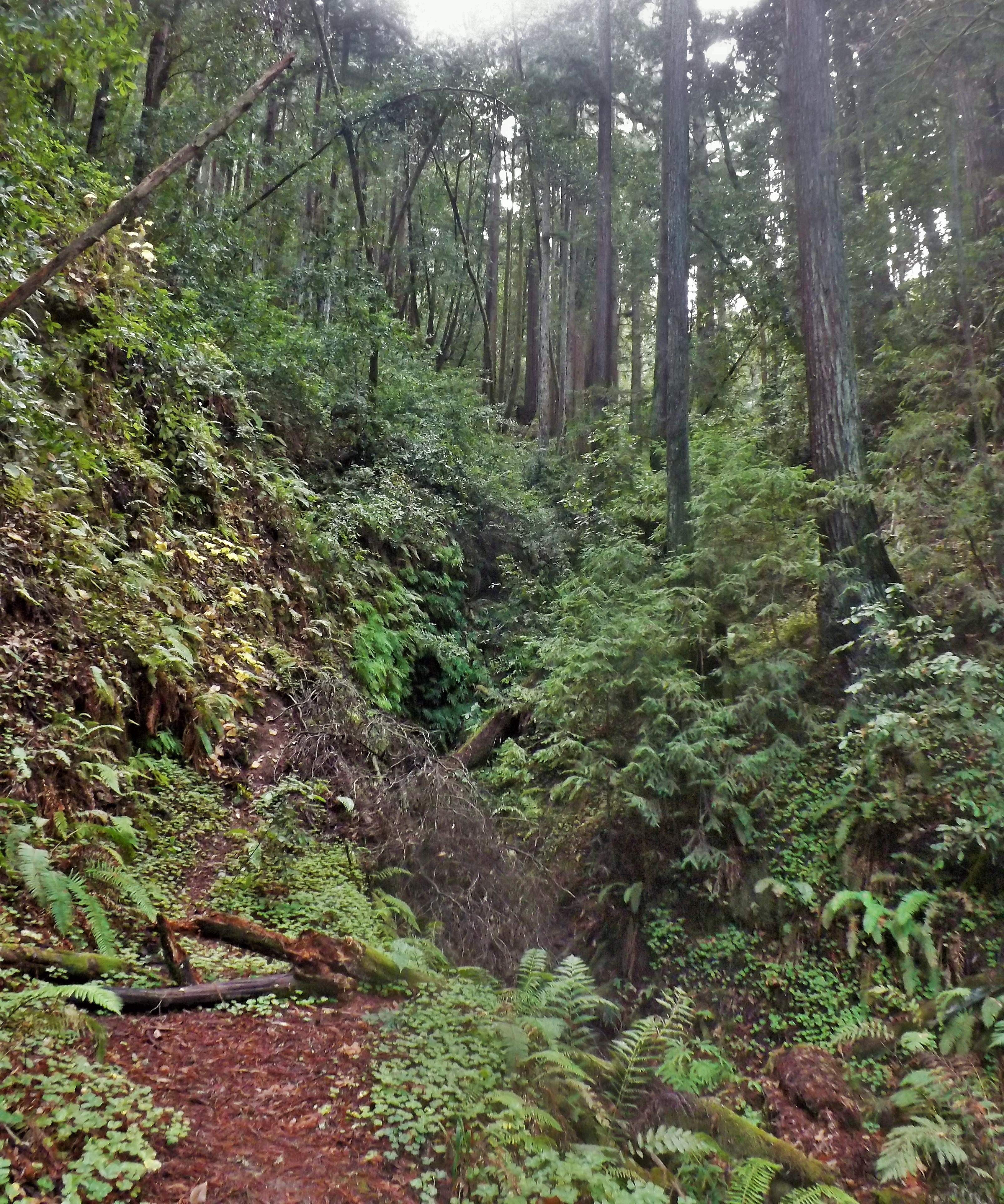
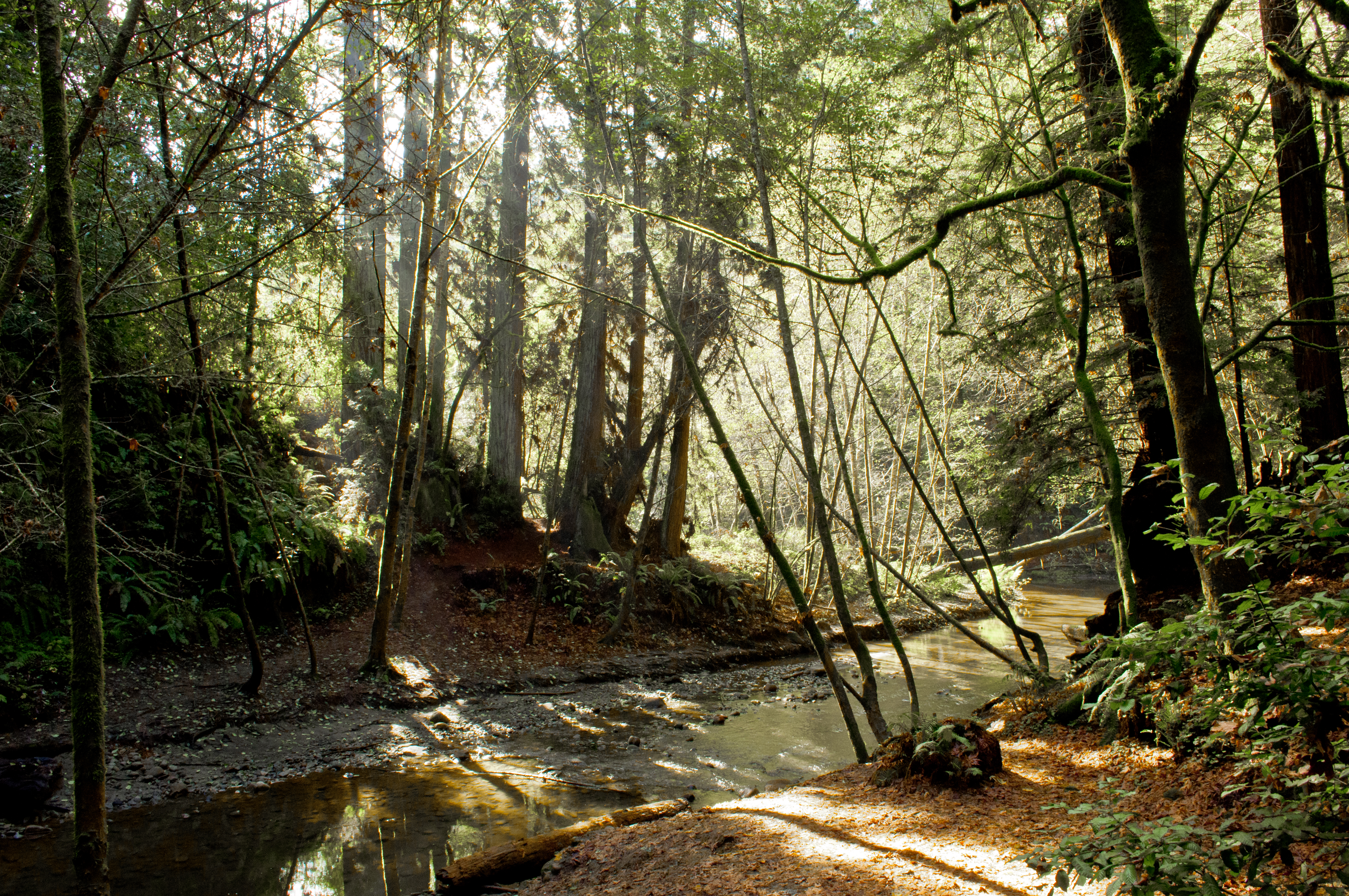
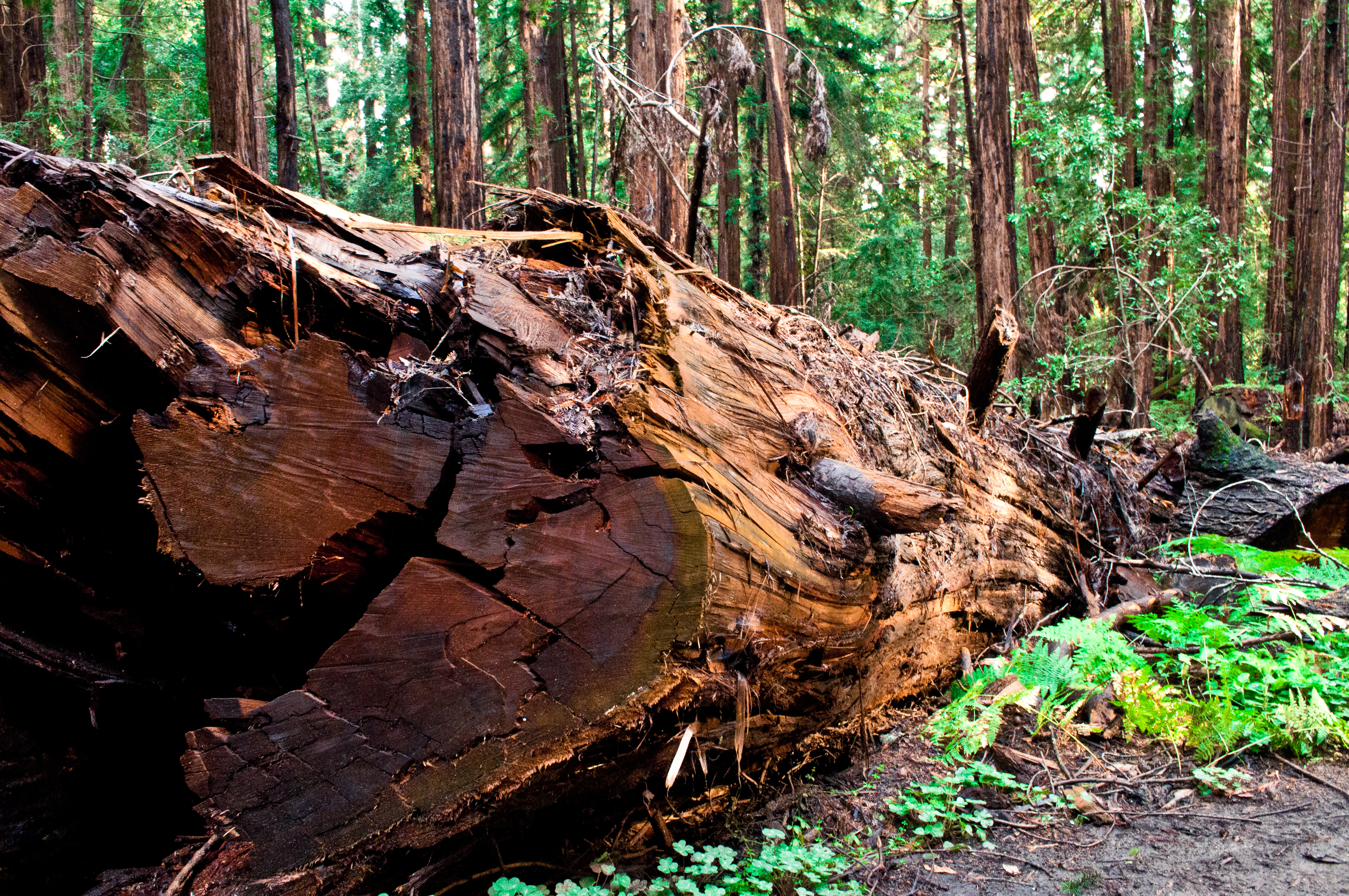

## Tourisme
Le parc est un endroit populaire pour la course, la randonnée et l'équitation. De plus, c’est un endroit recherché pour le VTT, qui peut être pratiqué sur plusieurs sentiers, notamment l’Aptos Rancho Trail, le Split Stuff Trail, le Terrace Trail et le Vienna Woods Trail. Le parc comprend des tables de pique-où les visiteurs peuvent s’asseoir et profiter de la vue.